# Kreis Schlochau
Der Kreis Schlochau war ein preußischer Landkreis, der zwischen 1818 und 1945 bestand. Er gehörte größtenteils zu dem Teil von Westpreußen, der nach dem Ersten Weltkrieg im Deutschen Reich verblieb und zur Grenzmark Posen-Westpreußen kam sowie von 1938 bis 1945 zur Provinz Pommern gehörte. Heute liegt das ehemalige Kreisgebiet in der polnischen Woiwodschaft Pommern.

Der Kreis Schlochau auf einer Landkarte von 1914

Die Provinz Westpreußen bis 1920
Regierungsbezirk Danzig
Regierungsbezirk Marienwerder

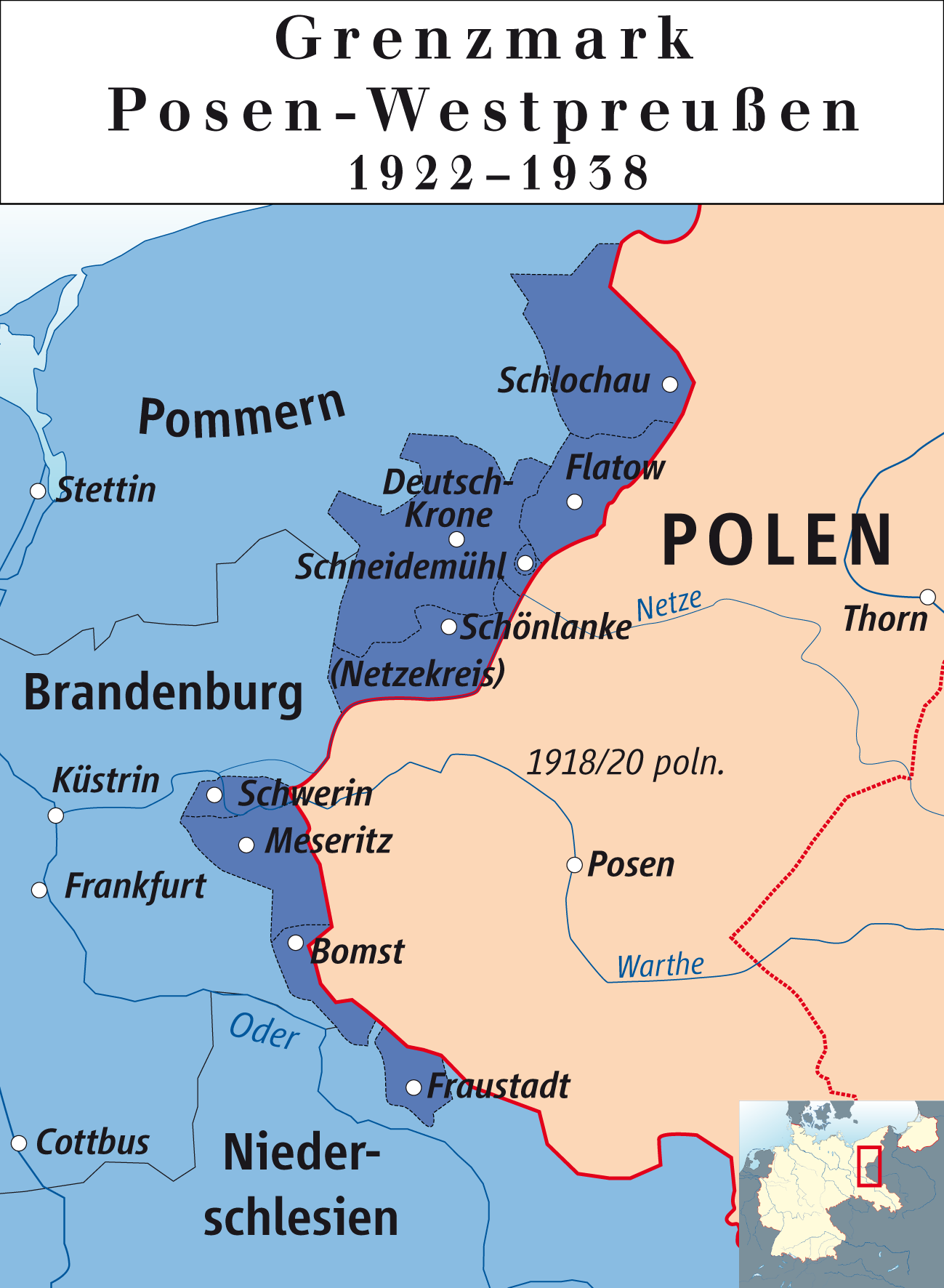
Karte der Provinz Grenzmark Posen-Westpreußen mit Kreisgrenzen (1938)

## Verwaltungsgeschichte
Das Gebiet des Kreises Schlochau kam durch die erste polnische Teilung 1772 zu Preußen und gehörte bis 1818 zum Kreis Konitz, der seinerzeit den gesamten südlichen Teil von Pommerellen umfasste. Durch die preußische Provinzialbehörden-Verordnung vom 30. April 1815 und ihre Ausführungsbestimmungen kam das Gebiet zum neuen Regierungsbezirk Marienwerder der neuen Provinz Westpreußen. Im Rahmen einer umfassenden Kreisreform im Regierungsbezirk Marienwerder wurde zum 1. April 1818 der neue Kreis Schlochau gebildet. Er umfasste die Stadt und das Amt Schlochau, die Stadt und die Intendantur Baldenburg, die Städte Hammerstein, Preußisch Friedland und Landeck, 31 Ortschaften des Amtes Friedrichsbruch und 97 adlige Güter. Sitz des Landratsamtes des neuen Kreises wurde die Stadt Schlochau.
Vom 3. Dezember 1829 bis zum 1. April 1878 waren Westpreußen und Ostpreußen zur Provinz Preußen vereinigt, die seit dem 1. Juli 1867 zum Norddeutschen Bund und seit dem 1. Januar 1871 zum Deutschen Reich gehörte.
Am 20. November 1919 wurde der Kreis Schlochau dem neuen Verwaltungsbezirk Grenzmark Westpreußen-Posen mit Sitz in Schneidemühl unterstellt. Zum 1. Dezember 1919 wurden die Gutsbezirke Klein Jenznick, Mankau und Platendienst des Kreises Konitz in den Kreis Schlochau umgegliedert. Diese Gutsbezirke waren Exklaven des Kreises Konitz, dessen Hauptgebiet an Polen fiel. Mit Inkrafttreten des Versailler Vertrags am 10. Januar 1920 musste ein größerer Gebietsteil im Nordosten des Kreises Schlochau, der mehrheitlich von Polen bewohnt war, an Polen abgetreten werden.
Zum 11. Januar 1921 wurde der Verwaltungsbezirk „Grenzmark Westpreußen-Posen“ in „Grenzmark Posen-Westpreußen“ umbenannt. Am 1. Juli 1922 wurde aus dem Verwaltungsbezirk die neue Provinz Grenzmark Posen-Westpreußen gebildet. Deckungsgleich mit der Provinz wurde am 1. August 1922 der neue Regierungsbezirk Schneidemühl gebildet. Zum 30. September 1928 fand im Kreis Schlochau wie im übrigen Freistaat Preußen eine Gebietsreform statt, bei der alle Gutsbezirke bis auf zwei aufgelöst und benachbarten Landgemeinden zugeteilt wurden. Am 1. Oktober 1938 wurde der Kreis Schlochau nach der Auflösung der Provinz Grenzmark Posen-Westpreußen in die Provinz Pommern eingegliedert. Der Regierungsbezirk Schneidemühl erhielt aus Traditionsgründen die Bezeichnung „Grenzmark Posen-Westpreußen“.
Im Frühjahr 1945 wurde das Gebiet des Kreises Schlochau von der Roten Armee besetzt. Nach Beendigung der Kampfhandlungen wurde das Kreisgebiet seitens der sowjetischen Besatzungsmacht der Volksrepublik Polen zur Verwaltung überlassen. Im Kreis Schlochau begann danach die Zuwanderung von Polen, die anfangs vorwiegend aus Gebieten östlich der Curzon-Linie stammten. In der Folgezeit wurde die einheimische Bevölkerung aus dem Kreis vertrieben.

## Bevölkerung
Im Folgenden eine Übersicht mit Angaben zu Einwohnerzahl, Konfessionen und Sprachgruppen:
| Jahr                                          | 1821              | 1831                | 1852                | 1861                | 1871                | 1890                | 1900                | 1910              | 1925              | 1933              | 1939              |
| --------------------------------------------- | ----------------- | ------------------- | ------------------- | ------------------- | ------------------- | ------------------- | ------------------- | ----------------- | ----------------- | ----------------- | ----------------- |
| Einwohner                                     | 27.415            | 32.611              | 48.413              | 54.821              | 60.383              | 64.946              | 66.077              | 67.157            | 57.184            | 56.482            | 55.110            |
| Evangelische Katholiken Juden                 | 15.284 11.191 940 | 18.477 13.067 1.067 | 27.418 19.508 1.458 | 31.100 21.957 1.656 | 33.873 24.789 1.618 | 34.888 28.549 1.462 | 35.071 29.935 1.040 | 34.212 32.180 694 | 34.829 21.601 500 | 33.666 22.313 412 | 33.102 21.394 136 |
| deutschsprachig zweisprachig polnischsprachig |                   | 27.371 - 5.240      | 42.021 - 6.392      | 54.821 - 7.130      |                     | 56.224 - 8.717      | 56.452 194 9.425    | 56.648 582 9.906  |                   |                   |                   |

## Politik

### Landräte
1818–183100Karl Gottlob Lesse
1833–184700Julius Kummer (* 1804)
1847–185100Karl Passarge
1851–185200Hermann von Besser
1852–186000Ottomar Runge
1860–186100Eduard von Young (1815–1886) (kommissarisch)
1861–186500Oskar von Joeden-Koniecpolski (1830–1901)
1865–187500Karl von Oven (1824–1907)
1875–188100Viktor von Tepper-Laski (1844–1905)
1881–188800Wilhelm Scheffer (1844–1898)
1888–189900Georg Kersten
1899–192000Albrecht von Mach
1920–999900Heidsieck
1920–192100Wilhelm Happ (kommissarisch)
00000000000Anton Rick
1923–193300Kurt Jüllig (1885–1971)
19330000000Fritz Coester (* 1893) (kommissarisch)
1933–193500Karl Schröder (* 1897)
1935–194000Udo von Alvensleben (1895–1970)
1940–000000Ernst Günther

### Kommunalverfassung
Der Kreis Schlochau gliederte sich in Städte, in Landgemeinden und – bis zu deren nahezu vollständiger Auflösung im Jahre 1928 – in selbstständige Gutsbezirke. Mit Einführung des preußischen Gemeindeverfassungsgesetzes vom 15. Dezember 1933 sowie der Deutschen Gemeindeordnung vom 30. Januar 1935 wurde zum 1. April 1935 das Führerprinzip auf Gemeindeebene durchgesetzt. Eine neue Kreisverfassung wurde nicht mehr geschaffen; es galt weiterhin die Kreisordnung für die Provinzen Ost- und Westpreußen, Brandenburg, Pommern, Schlesien und Sachsen vom 19. März 1881.

### Wahlen
Im Deutschen Reich bildete der Kreis Schlochau zusammen mit dem Kreis Flatow den Reichstagswahlkreis Marienwerder 7. Der Wahlkreis wurde in der Regel von konservativen Kandidaten gewonnen.

## Amtsbezirke, Städte und Gemeinden

### Amtsbezirke
Die Landgemeinden des Kreises waren in den 1930er Jahren in 23 Amtsbezirke gegliedert. Die Städte des Kreises waren amtsfrei.
| - Amtsbezirk Barkenfelde - Amtsbezirk Bischofswalde - Amtsbezirk Eickfier - Amtsbezirk Eisenbrück - Amtsbezirk Firchau - Amtsbezirk Flötenstein | - Amtsbezirk Grabau - Amtsbezirk Hammerstein - Amtsbezirk Krummensee - Amtsbezirk Landeck - Amtsbezirk Lichtenhagen - Amtsbezirk Loosen | - Amtsbezirk Mossin - Amtsbezirk Neuguth - Amtsbezirk Peterswalde - Amtsbezirk Pollnitz - Amtsbezirk Prechlau - Amtsbezirk Sampohl | - Amtsbezirk Schönau - Amtsbezirk Starsen - Amtsbezirk Stegers - Amtsbezirk Stolzenfelde - Amtsbezirk Zanderbrück |

### Städte und Gemeinden
Zum Ende seines Bestehens im Jahr 1945 umfasste der Kreis Schlochau fünf Städte und 71 weitere Gemeinden:
| - Baldenburg, Stadt - Bärenwalde - Barkenfelde - Bergelau - Bischofswalde - Bölzig - Breitenfelde - Briesnitz - Buchholz - Christfelde - Damerau - Damnitz - Darsen - Demmin - Deutsch Briesen - Dickhof - Domslaff - Eickfier - Eisenbrück | - Eisenhammer - Elsenau - Falkenwalde - Fernheide - Firchau - Flötenstein - Förstenau - Geglenfelde - Grabau - Groß Jenznick - Groß Peterkau - Groß Wittfelde - Hammerstein, Stadt - Hansfelde - Heinrichswalde - Klausfelde - Kramsk - Krummensee - Landeck i. Westpr., Stadt | - Lanken - Lichtenhagen - Lissau - Loosen - Marienfelde - Mossin - Neuguth - Neuhof - Niesewanz - Pagdanzig - Pagelkau - Penkuhl - Peterswalde - Platzig - Pollnitz - Prechlau - Prechlauermühl - Preußisch Friedland, Stadt - Prützenwalde | - Richenwalde - Richnau - Rittersberg - Rosenfelde - Ruthenberg - Sampohl - Schlochau, Stadt - Schönau - Schönberg - Semnitz - Starsen - Stegers - Steinborn - Steinforth - Stolzenfelde - Stremlau - Stretzin - Wehnershof - Woltersdorf |

Zum Kreis gehörten außerdem die beiden gemeindefreien Gutsbezirke Forst Landeck und Schlochauer Heide.

### Aufgelöste oder ausgeschiedene Gemeinden
- Adlig Briesen, 1920 zu Polen
- Borczyskowo, 1920 zu Polen
- Glisno, 1920 zu Polen
- Groß Konarczyn, 1920 zu Polen
- Grünchotzen, 1920 zu Polen
- Heidemühl, 1920 zu Polen
- Kaldau, 1923 zur Stadt Schlochau
- Kelpin, 1920 zu Polen
- Kiedrau, 1920 zu Polen
- Klein Konarczyn, 1920 zu Polen
- Liepnitz, 1920 zu Polen
- Lonken, 1920 zu Polen
- Lubon, 1920 zu Polen
- Mellno, 1920 zu Polen
- Ossusnitza, 1920 zu Polen
- Ostrowitt, 1920 zu Polen
- Prondzonka, 1920 zu Polen
- Prondzonna, 1920 zu Polen
- Sobczyn, 1920 zu Polen
- Woysk, 1920 zu Polen

## Verkehr
Der Kreis Schlochau wurde seit 1871 im Süden von der Preußischen Ostbahn Berlin – Königsberg durchzogen >115.0<. In den Jahren 1877/78 kamen dann die Staatsbahnstrecken Konitz – Schlochau – Neustettin mitten durch den Kreis und Rummelsburg – Neustettin ganz im Westen hinzu >111.j+u<.
Der Nordostteil erhielt erst 1902 die Verbindung Reinfeld – Schlochau >111.x<. Nachdem der Bahnknoten Konitz an Polen gefallen war, verband die Deutsche Reichsbahn im Jahre 1926 die Kreisstadt mit Firchau an der Ostbahn >111.j²<.
(Die Zahlen in >< beziehen sich auf das Deutsche Kursbuch 1939).